# John Piper
John Stephen Piper (né le 11 janvier 1946 à Chattanooga dans le Tennessee) est un pasteur chrétien baptiste, un auteur, et un théologien. Il a servi comme pasteur principal à l'église Bethlehem Baptist Church de Minneapolis, affiliée à Converge, pendant trente-trois ans. Il dirige l'organisation évangélique Desiring God, dont le nom provient de son ouvrage Desiring God: Meditations of a Christian Hedonist (1986).

## Biographie
John Piper nait le 11 janvier 1946 à Chattanooga aux États-Unis. Il se décrit comme étant raciste, jusqu’à ce qu’il se repente après des lectures sur les préjugés raciaux au séminaire.
Il étudie en littérature au Wheaton College et obtient un bachelor of Arts en 1968, puis il étudie en théologie au Séminaire théologique Fuller et obtient un bachelor of Arts en 1971. Il complète avec un doctorat en théologie à l’Université Louis-et-Maximilien de Munich en 1974.

### Ministère
En 1974, il devient enseignant des études bibliques à l'Université Bethel d'Arden Hills (Minnesota), pendant six ans. En 1980, il est devenu pasteur principal de la Bethlehem Baptist Church de Minneapolis dans le Minnesota, affiliée à Converge, jusqu’en 2013,. Il anime régulièrement des podcasts sous forme de question et réponse.

## Vie privée
Il est marié à Noël Henry en 1968 et a cinq enfants, dont une fille adoptive.

## Distinctions
En 2018, il est nommé l’un des « 12 prédicateurs les plus efficaces en anglais» par l’Université Baylor.

## Ouvrages

### En français
- Prendre plaisir en Dieu (La Clairière, 1995)
- Pourquoi Jésus doit mourir ?, (Europresse, 2005)
- Et si je ne gâchais pas ma vie, (Maison de la Bible, 2006)
- Jésus, prendre plaisir à le découvrir (La Maison de la Bible, 2007)
- Les plaisirs de Dieu (Ministère multilingues, 2007)
- Prendre plaisir en Dieu malgré tout (Sembeq, 2007)
- La recherche du plaisir, un préalable pour découvrir Dieu, ( La Clairière, 2007)
- Au risque d'être heureux... Fais de l'Éternel tes délices ! (BLF Éditions, 2010)
- Le mal fait-il partie du plan de Dieu ? (La Maison de la Bible, 2010)
- Combattre l'incrédulité (Éditions Clé, 2010)
- Replacer Dieu au cœur de la prédication (BLF Éditions, 2012)
- Que les nations se réjouissent ! (BLF Éditions, 2016)
- Ce mariage éphémère (BLF Éditions, 2017)

### En anglais
- Desiring God: Meditations of a Christian Hedonist (Multnomah, 1986; 2nd edition, 1996, 3rd edition, 2003, 2011).
- What Jesus Demands from the World (Crossway, 2006).
- When I Don't Desire God: How to Fight for Joy (Crossway, 2004).
- Don't Waste Your Life (Crossway, 2003).
- Let the Nations Be Glad! The Supremacy of God in Missions (Baker, 1993, 2nd Edition 2003).
- Brothers, We Are Not Professionals (Broadman & Holman, 2002).
- The Pleasures of God (Multnomah, 1991; Expanded edition, 2000).
- Future Grace, or, The Purifying Power of Living By Faith In Future Grace (Multnomah, 1995).

### En ligne
- John Piper, Desiring God: Meditations of a Christian Hedonist
- John Piper, Don't Waste Your Life
- John Piper, What Jesus Demands from the World
- John Piper,The Passion of Jesus Christ
- Liste d'ouvrages de John Piper mis en ligne